# Мирный (Сямженский район)
Мирный — посёлок в Сямженском районе Вологодской области.
Входит в состав Двиницкого сельского поселения, с точки зрения административно-территориального деления — в Двиницкий сельсовет.
Расстояние по автодороге до районного центра Сямжи — 69 км, до центра муниципального образования Самсоновской — 10 км. Ближайшие населённые пункты — Аверинская, Захаровская, Орловская.
По переписи 2002 года население — 255 человек (133 мужчины, 122 женщины). Преобладающая национальность — русские (98 %).